# Sojuz TMA-15M
Sojuz TMA-15M (ryska: Союз ТMA-15M) var en flygning i det ryska rymdprogrammet. Flygningen transporterade Anton Sjkaplerov, Samantha Cristoforetti och Terry W. Virts till och från Internationella rymdstationen.
Farkosten sköts upp från Kosmodromen i Bajkonur den 24 november 2014 med en Sojuz-FG-raket. Dockningen skede endast några timmar efter starten.
Farkosten lämnade rymdstationen den 11 juni 2015. Några timmar senare återinträdde den i jordens atmosfär och landade i Kazakstan.
I och med att farkosten lämnade rymdstationen var Expedition 43 avslutad.